# Ваља Виеј (Бузау)
Ваља Виеј (рум. Valea Viei) насеље је у Румунији у округу Бузау у општини Патарлађеле. Oпштина се налази на надморској висини од 323 m.

## Становништво
Према подацима из 2002. године у насељу је живело 506 становника, од којих су сви румунске националности.